# Камынин, Алексей Владимирович
Алексе́й Влади́мирович Камы́нин (род. 30 апреля 1989, Москва, СССР) — российский кинорежиссёр, сценарист, продюсер.

## Биография
Алексей Камынин родился в 1989 году в Москве. Учился в Центре образования «Самбо-70», после — в гуманитарном лицее 1536.
В 2012 году окончил факультет журналистики МГУ. Работал телевизионным журналистом, также писал авторские колонки и репортажи для «GQ», «Русского репортера» и «Слона».
В 2015 году окончил Высшие курсы сценаристов и режиссеров, мастерскую В. Хотиненко, В. Фенченко, П. Финна. Дипломный короткометражный триллер «Это не я» (с Никитой Кукушкиным в главной роли) вошёл в конкурсную программу Кинотавра-2015, стал призером и участником множества российских и международных кинофестивалей. Позже фильм «Это не я» вошёл в альманах короткометражного кино «ЗЛЫЕ».
В 2016 году стал сооснователем Московской школы журналистики "Домжур", в рамках которой выпустил 9 журналистских мастерских (совместно с Дмитрием Легезой).
В 2017 году состоялась премьера дебютного полнометражного фильма Алексея Камынина — драмы «Ложь или действие» — в конкурсе фестиваля «Окно в Европу». Международным дистрибьютором картины стала компания «Интерсинема» Раисы Фоминой.
С весны 2016 года до октября 2020 года занимал должность начальника пресс-службы Союза кинематографистов России.
В 2019 году Алексей Камынин представил свою вторую полнометражную картину — комедию «Хандра» — в конкурсе Таллиннского Международного Кинофестиваля «Тёмные ночи» (фестиваль класса «А»). Позже фильм открывал конкурсную программу фестиваля Кинотавр-2020 и собрал многочисленные положительные отзывы критиков. «Хандра» дважды выигрывала Всероссийский Питчинг Дебютантов: в 2018 году как лучший сценарий о Москве (в рамках московского кинофестиваля «Будем жить»), а уже в 2019 году картина получила Гран-при в категории «Work-in-progress» (в рамках бизнес-площадки Московского международного кинофестиваля). В широкий прокат в России «Хандра» вышла 1 октября 2020 года.
20 апреля 2021 года режиссёр «Хандры» Алексей Камынин был награждён призом за лучшую режиссерскую работу и лучший ансамбль актеров на XII онлайн-фестивале "Российской газеты «Дубль дв@».
12 июня 2021 года «Хандра» была куплена для показа на HBO. Фильм с международным названием Russian Spleen доступен для просмотра в Венгрии, Чехии, Словакии, Румынии, Хорватии, Сербии, Словении, Македонии, Черногории, Болгарии и Польше.
В 2021 году вместе с режиссером сериала «Чики» Эдуардом Оганесяном и Марселем Шайхаттаровым стал соавтором сценария оригинального российского сериала для Нетфликс, в главной роли — актёр Александр Петров. Производство — кинокомпании «Водород» и «Манки Стайл», продюсерами проекта стали Михаил Врубель, Александр Андрющенко, Федор Бондарчук, Вячеслав Муругов, Ольга Кочеткова, Алина Тяжлова и Мила Розанова. Премьера сериала на Нетфликс состоится в 2022 году.
В 2021 году снял дебютный документальный фильм «Невидимое» — о жизни четырех студентов Новосибирской консерватории им. Глинки. Премьера состоялась на кинофестивале «Горький fest», где получила специальный приз  «За искренность и любовь к героям». Фильм также участвовал в фестивалях "DOKер" и "Одна Шестая". Зрительская премьера фильма состоялась 29 марта в Новосибирске, после чего он вышел в онлайн-прокат на платформах Кинопоиск и ОККО.
В 2022 году поставил новеллу «Учитель года» из сериала «Оливье и роботы» для онлайн-кинотеатра ИВИ, с Ольгой Медынич в главной роли (производство - Zebra Films). Телевизионная премьера сериала состоялась 9 января 2023 года на ТНТ.
В августе 2023 года стал лидером режиссерского курса в Школе кино и телевидения "Индустрия" им. С.Ф. Бондарчука.

## Фильмография

### Режиссерские работы
| Год  |     | Название                                  | Вид деятельности              |
| ---- | --- | ----------------------------------------- | ----------------------------- |
| 2015 | кор | «Это не я»                                | режиссёр, сценарист, продюсер |
| 2017 | ф   | «Ложь или действие»                       | режиссёр, сценарист, продюсер |
| 2020 | ф   | «Хандра»                                  | режиссёр, сценарист, продюсер |
| 2022 | док | «Невидимое»                               | режиссёр, сценарист           |
| 2023 | ф   | «Оливье и роботы», новелла "Учитель года" | режиссёр                      |
| 2023 | ф   | «Безымянный российский проект Netflix»    | сценарист                     |